# کمین در گذرگاه سیمارون
کمین در گذرگاه سیمارون (انگلیسی: Ambush at Cimarron Pass) فیلمی در ژانر وسترن است که در سال ۱۹۵۸ منتشر شد. از بازیگران آن می‌توان به اسکات بردی، کلینت ایستوود، کیت ریچاردز، و اروینگ بیکن اشاره کرد.